# Semisulcospira decipiens
Semisulcospira decipiens is een slakkensoort uit de familie van de Semisulcospiridae. De wetenschappelijke naam van de soort werd voor het eerst geldig gepubliceerd in 1883 door Westerlund als Melania niponica var. decipiens.